# Министарство трговине, туризма и телекомуникација Републике Србије
Министарство трговине, туризма и телекомуникација је државна институција Владе Републике Србије. Обавља послове државне управе који се односе на трговину, туризам и телекомуникацију. Министарство се налази у булевару Михаила Пупина 2, Београд.
Министарство обухвата надлежности у области трговине, туризма, телекомуникација, економских односа са иностранством и области информационог друштва. Рад министарства уређен је Законом о министарствима, прописаним у Службеном гласнику Републике Србије. Актуелни министар је Хусеин Мемић.

## Сектори министарства
- Сектор за билатералну економску сарадњу
- Сектор за мултилатералну и регионалну економску и трговинску сарадњу
- Сектор за трговину, услуге и политику конкуренције
- Сектор за заштиту потрошача
- Сектор тржишне инспекције
- Сектор за туризам
- Сектор туристичке инспекције